# HCP 123N
123Nは、ポーランドの鉄道車両メーカーのH.ツェギェルスキ鉄道車両工場（H. Cegielski – Fabryka Pojazdów Szynowych、HCP-FPS）が開発した路面電車車両。同国の首都・ワルシャワの路面電車であるワルシャワ市電で使用され、「ヒッポリト（Hipolit）」という愛称が付けられている。

## 概要
2004年、ワルシャワ市電を運営するワルシャワ路面電車会社は、老朽化が著しい旧型電車（13N）の置き換えを目的に、新型電車を緊急に30両導入する計画を発表した。その後入札を実施したものの、2度のキャンセルを経て、製造メーカーがH.ツェギェルスキ鉄道車両工場に決定したのは2005年となった。この際に結ばれた契約に基づき、同社が製造したのが123Nである。
導入費用の削減を目的に、ワルシャワ路面電車会社からの要望で基本的な構造は2000年代初頭に導入が実施された105N2k/2000に基づいており、高床式・片運転台のボギー車として設計が行われている。一方で車体、特に繊維強化プラスチックを用いた前面のデザインは105N2k/2000から変更されている他、窓の開閉方法がスライド式に変更され、車内の通風の改善も行われている。乗降扉は右側に3箇所設置されているが、そのうち運転台側の半分は運転室に接続されている乗務員扉である。車内には前方を向いた1人掛けの座席が20人分設置されている。主電動機は直流電動機が用いられ、ゲートターンオフサイリスタ素子を採用した電機子チョッパ制御方式の装置による制御が行われる。照明や乗降扉の稼働に用いられる電力は静止形周波数変換器（スタティックコンバータ）を介して供給される。

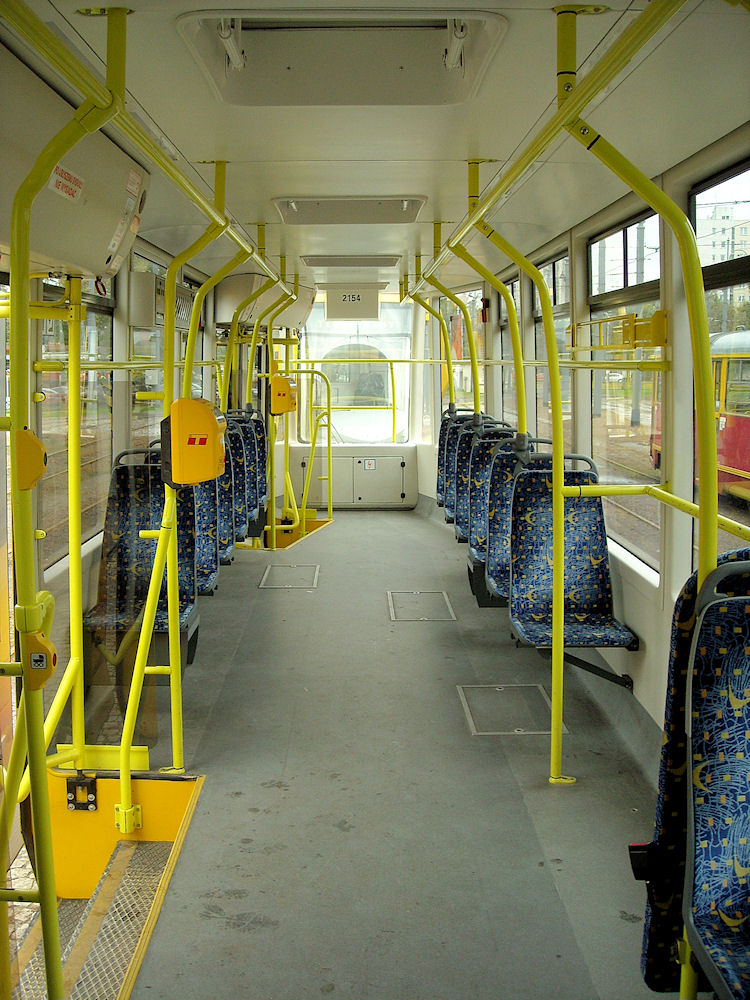
車内
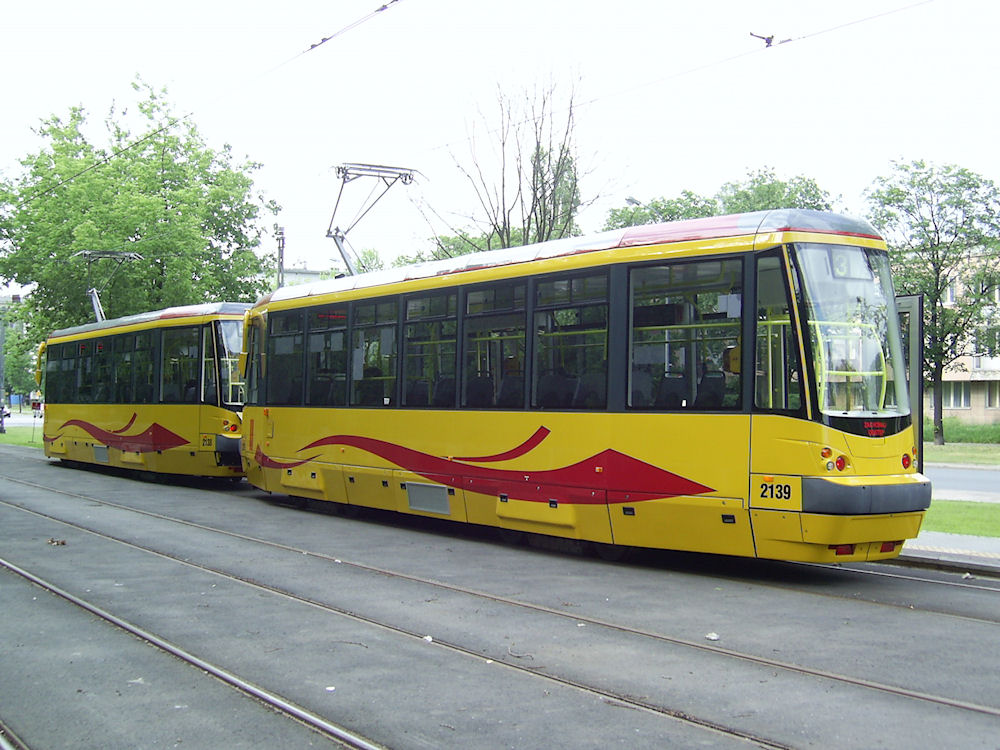
後方（2138 + 2139）

ワルシャワ市電への納入は2007年1月から始まり、同年10月までに契約分の30両（2136 - 2165）の納入が完了している。

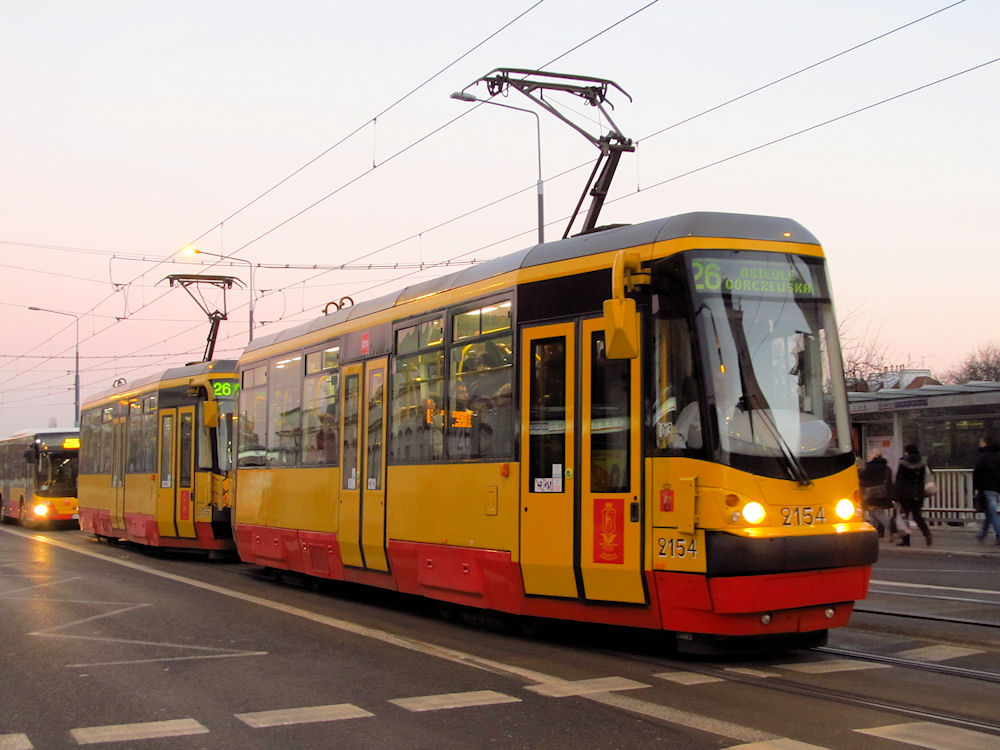
123N（2154 + 2155） （2015年撮影）
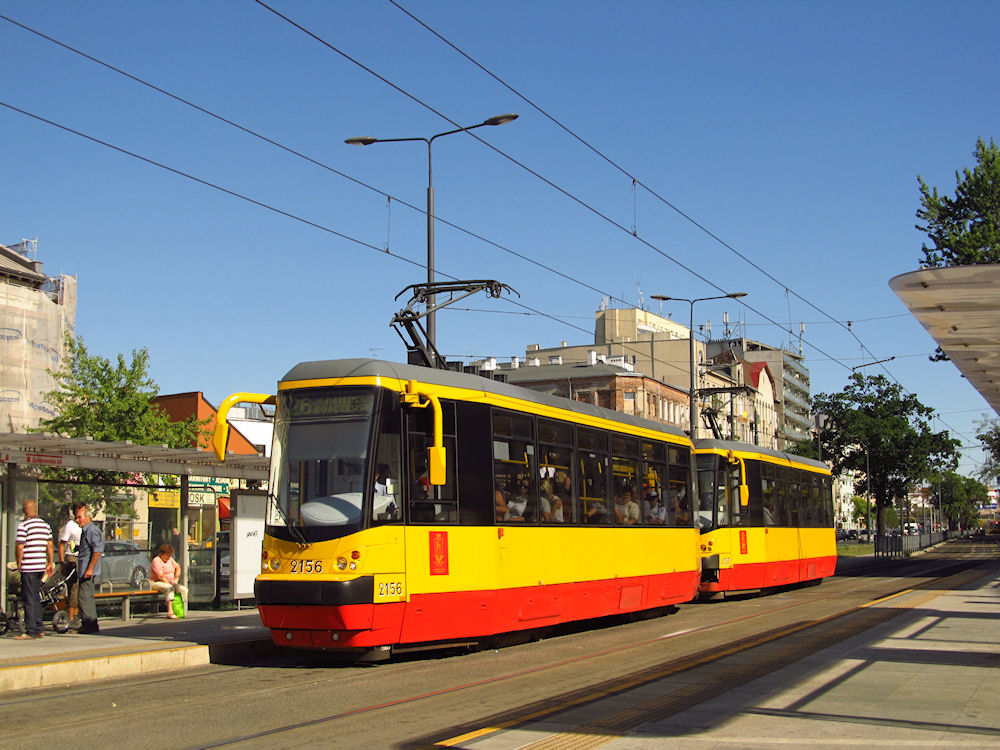
123N（2156 + 2157） （2015年撮影）
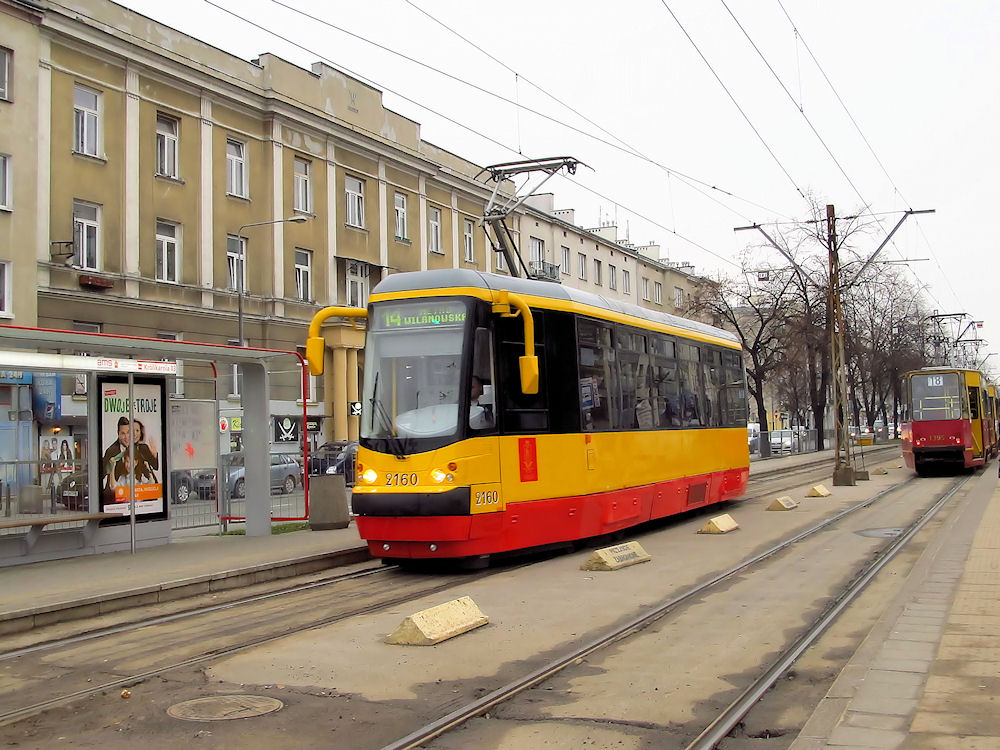
123N（2160） （2016年撮影）